# 梵天
梵天（ぼんてん, 巴: Brahmā ）は、仏教の天部の一尊。梵天は仏教の世界観において最高位の一つである梵天界（Brahmaloka）の主である 。十二天の一尊として天（上）を守護する。梵はブラフマン(brahman)の漢訳。帝釈天と対になって祀られることが多く、両者を併せて「梵釈」と称することもある。
仏教の伝説では、悟りを開いた直後の釈迦は、その教えを広めることをためらったが、教えを広めるよう勧めたのが梵天サハンパティ（Brahma Sahampati）とされ、この出来事は梵天勧請（ぼんてんかんじょう）と称される。仏教の教義では天界の神々（バラモン教の神々）も衆生にすぎず、不死ではなく（天人が死ぬ前には天人五衰という兆しが現れる）死ねば他の衆生同様に生前の行いから六道のいずれかに輪廻転生するとされるが、天界の神々も仏法に教化されて解脱することを望んでいるのだと解釈する。

## 教義
バラモン教の神が仏教に取り入れられ、仏法の守護神とされ、梵天と称されるようになった。ブラフマーは、古代インドにおいて万物実存の根源とされた「ブラフマン」を神格化したものである。ヒンドゥー教では創造神ブラフマーはヴィシュヌ（維持神）、シヴァ（破壊神）と共に三大神の1人に数えられた。
仏教では創造神という概念を否定する。この世界や輪廻転生の摂理は因果によって生じたのでありヤハウェのような創造神はいない。『大悲経』によれば梵天（ブラフマー）は我こそが世界の創造神であると称していたが、釈迦に「ではあなたは誰によって創造されたのか？」「輪廻転生の摂理もあなたが創造したのか？」と問われ答えることができず、自らが創造神だという考えを改めたという。
天部（六道や十界の1つである天上界）は、さらに細かく分別されるが、色界十八天のうち、初禅三天の最高位（第三天）である大梵天を指して「梵天」と言う場合もある。梵天界の主としての梵天はこの大梵天に住み、その下の第二天である梵輔天には、梵輔天が住み、さらにその下の第三天である梵衆天には、梵衆天が住むとされる。梵輔天は大臣のようなものであり、梵衆天というのは一般大衆の梵天である。梵天という神は一人ではなく、それぞれの梵天がよく釈迦の説法を聴聞する。『法華経』には梵天王、尸棄大梵、光明大梵が、『華厳経』には、尸棄大梵、智光大梵、善光大梵、普音大梵、隨世音大梵、寂靜方便妙光大梵、淨眼光大梵、柔軟音大梵などが説法を聞きに集まる。

## 仏像・美術

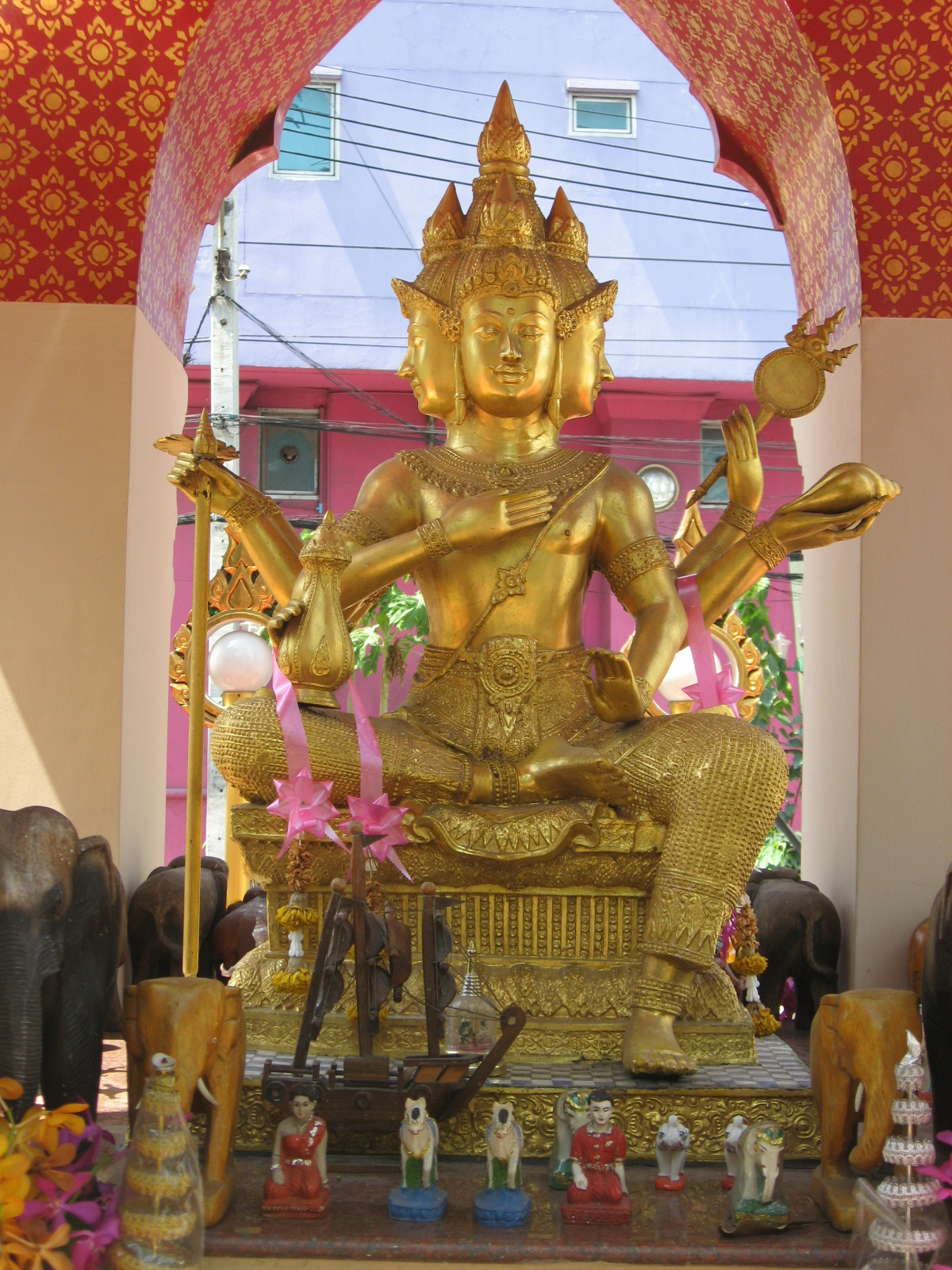
タイのバンコクで祀られる梵天（ブラフマー）像

梵天は大乗仏教・上座部仏教のいずれにおいても信仰の対象であり、造像例がある。
日本における梵天・帝釈天一対像としては、東大寺法華堂（三月堂）乾漆像、法隆寺旧食堂塑像、唐招提寺金堂木像などが奈良時代に遡る遺例として知られ、奈良・興福寺には鎌倉時代作の像がある。これらの像はいずれも二臂の、普通の人間と同じ姿で表され、頭には宝髻を結って、手には払子や鏡、柄香炉を持つなど、唐時代の貴人の服装をしている。これらの梵天像と帝釈天像はほとんど同じ姿に表現され、見分けの付かない場合もあるが、帝釈天像のみが、衣の下に皮製の甲（よろい）を着けている場合もある。
密教における梵天像は四面四臂で表され、水瓶や水瓶、鉾を持つ。これはヒンドゥー教のブラフマー像の姿が取り入れられたものである。6世紀半ばから8世紀ごろのインドの様式が源流ではないかという指摘があり、エレファンタ石窟群にあるブラフマー像が例の1つとして挙げられている。彫像では京都・東寺講堂の木像が著名である（国宝）。東寺像は四面四臂の坐像で、4羽の鵞鳥（ハンサ）の上の蓮華座に乗っている。
聖観音を本尊とした梵天と帝釈天の三尊形式も見られ、これは平安時代に二間観音供のために祀られたものである。この遺例としては、鎌倉時代後期の東寺の白檀像、愛知県の瀧山寺に見ることができる。瀧山寺像は、運慶の作とされている。
「万物の根源」という漠然としたものを造形化した神で、親しみが湧きにくいためか、インドや日本では梵天に対する民衆の信仰はあまり高まらなかった。一方上座部仏教の国々では、梵天は広く民衆の信仰を集めている。上座部では仏陀は釈迦如来ただ一人であり他の仏を認めないが、梵天は釈迦入滅後の如来不在の現世において神通力を使って仏法と信者を守護する存在であるとされる。

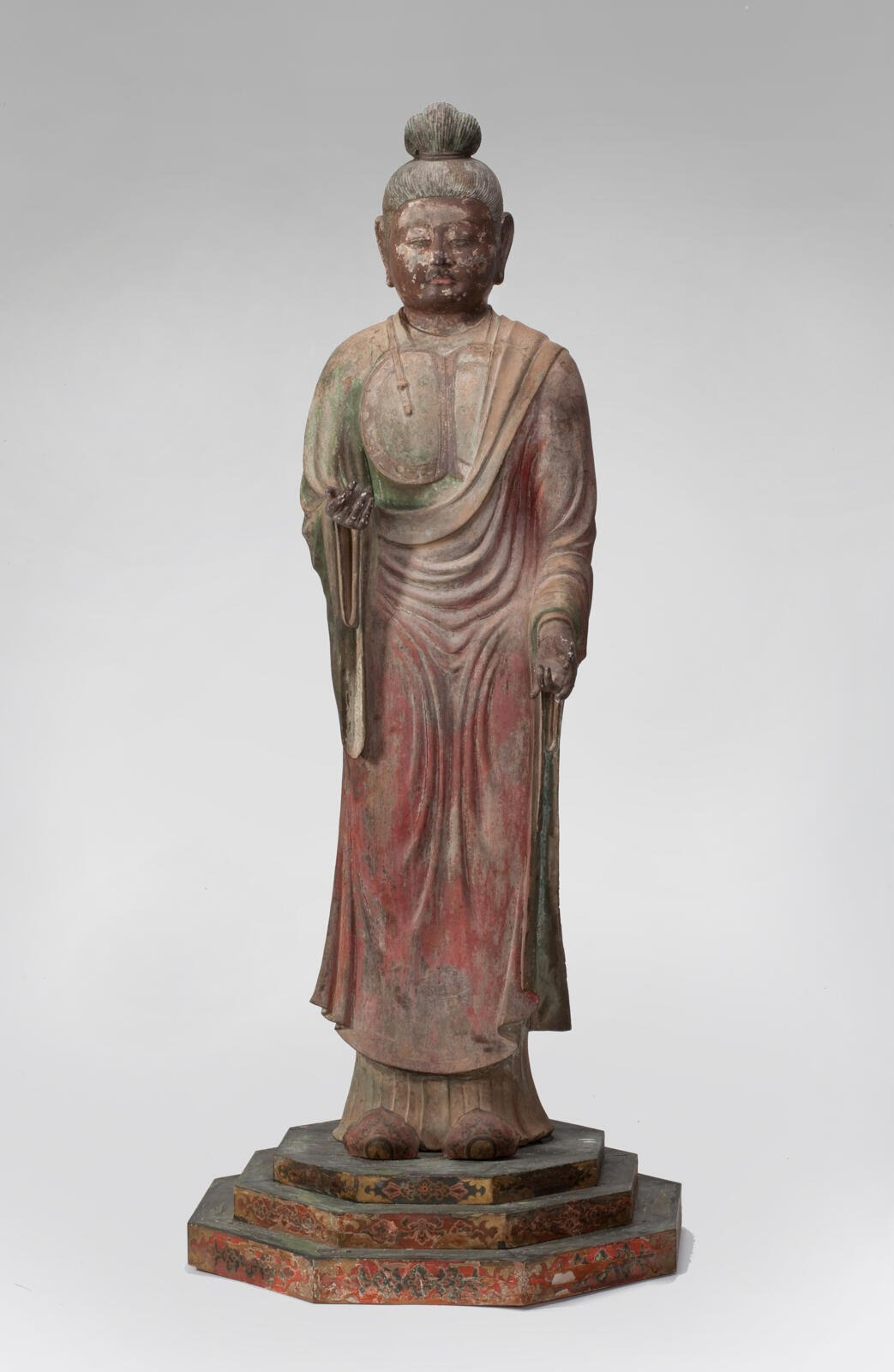
帝釈天立像(8世紀、奈良)。梵天と対になっている。
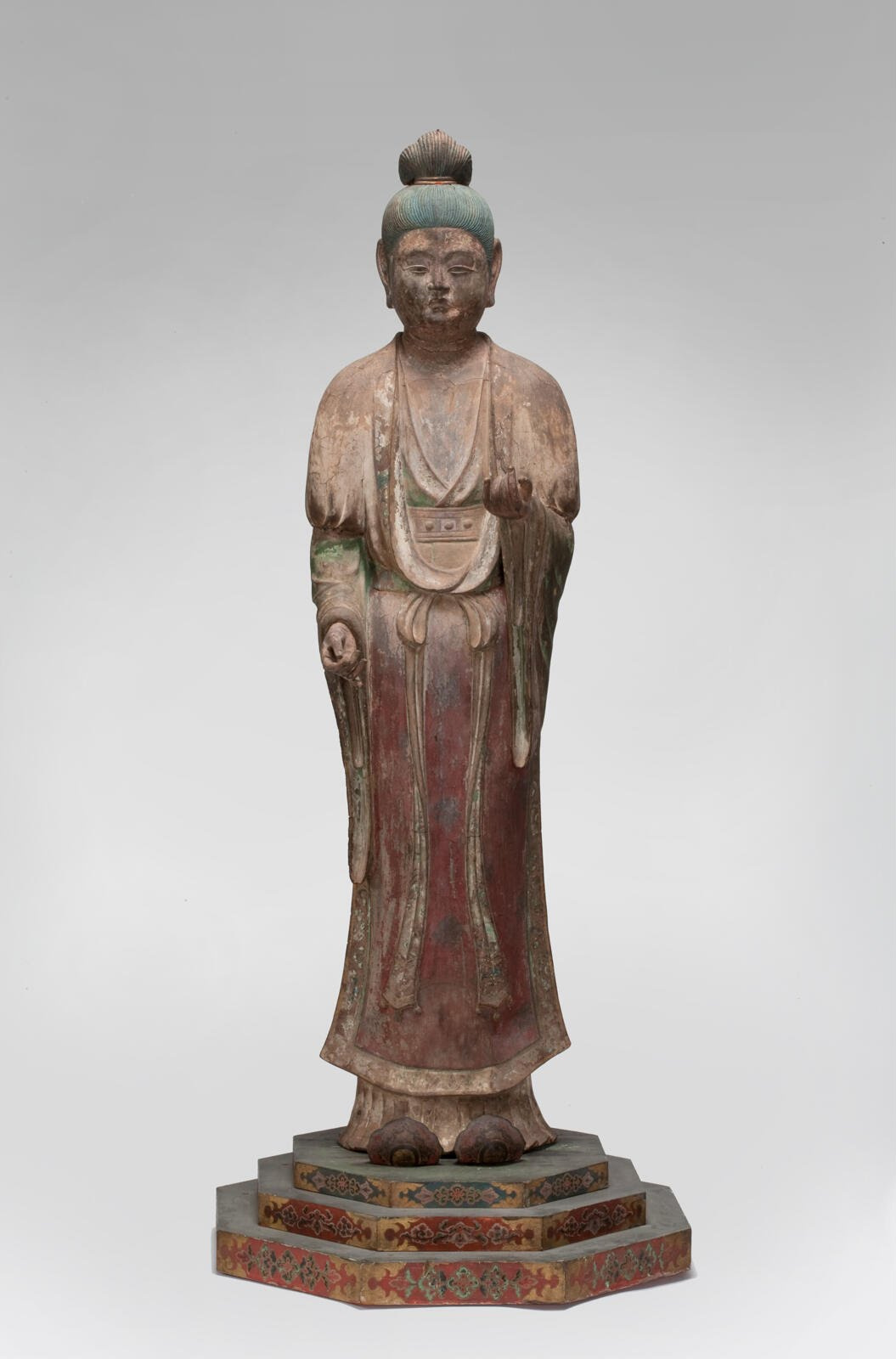
梵天立像(8世紀、奈良)。帝釈天と対になっている。アジア美術館（英語版）所蔵。
帝釈天立像(中国、智化寺、明代)。 金剛杵を持つ。
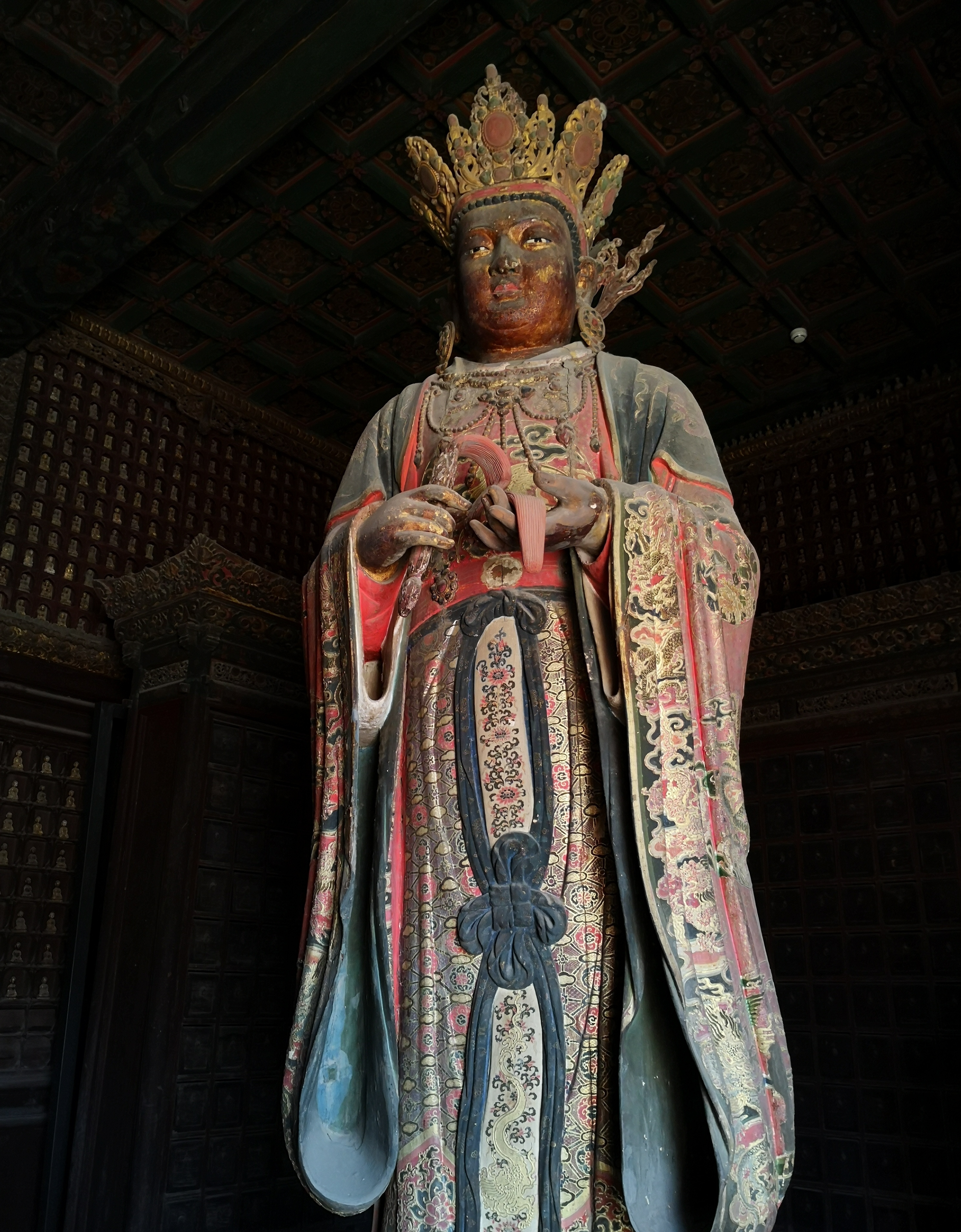
梵天立像(中国、智化寺、明代)。払子を持つ。
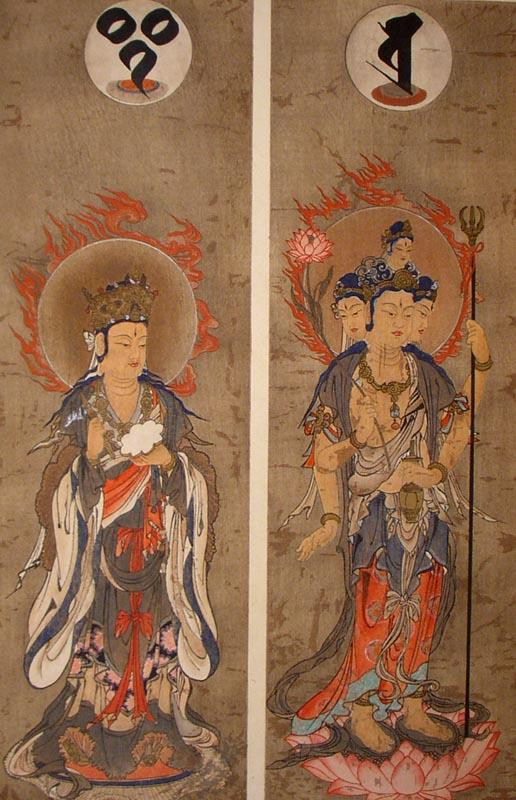
帝釈天（左）と梵天（右）。三叉戟と蓮華と水瓶と鉾を持つ。
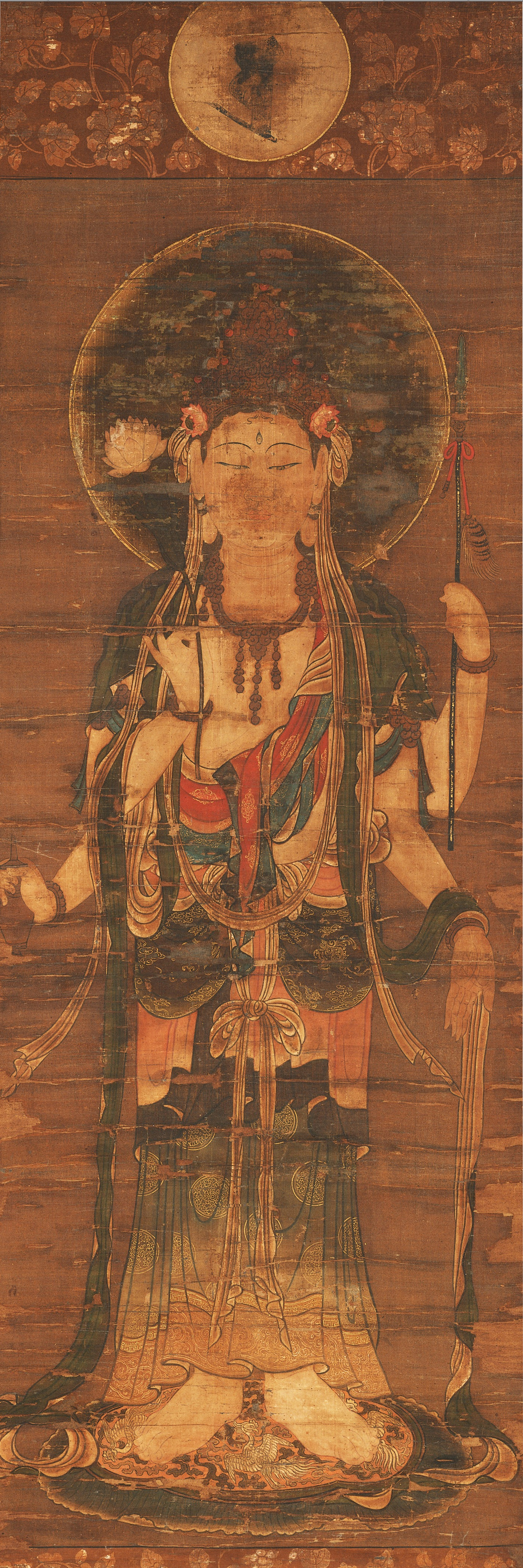
絹本著色十二天像(鎌倉時代、奈良)。重要文化財。鉾と水瓶と蓮華を持つ。
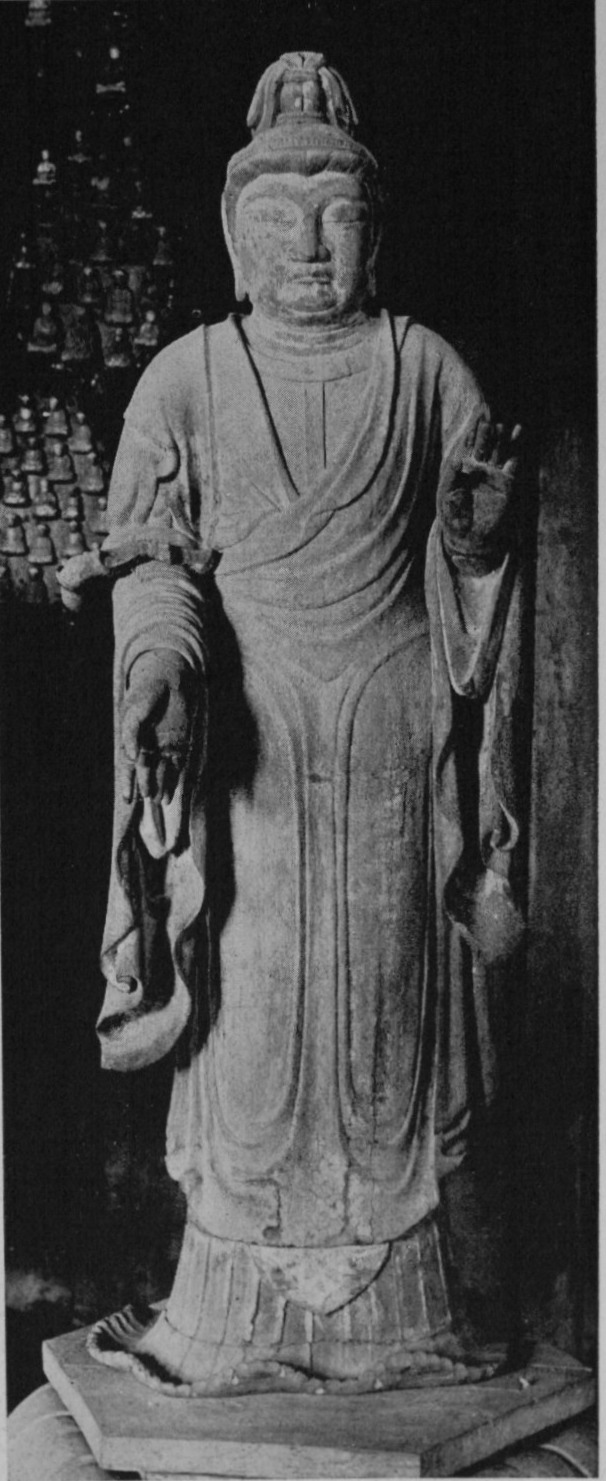
梵天立像（奈良時代末期、東大寺所蔵)（国宝）
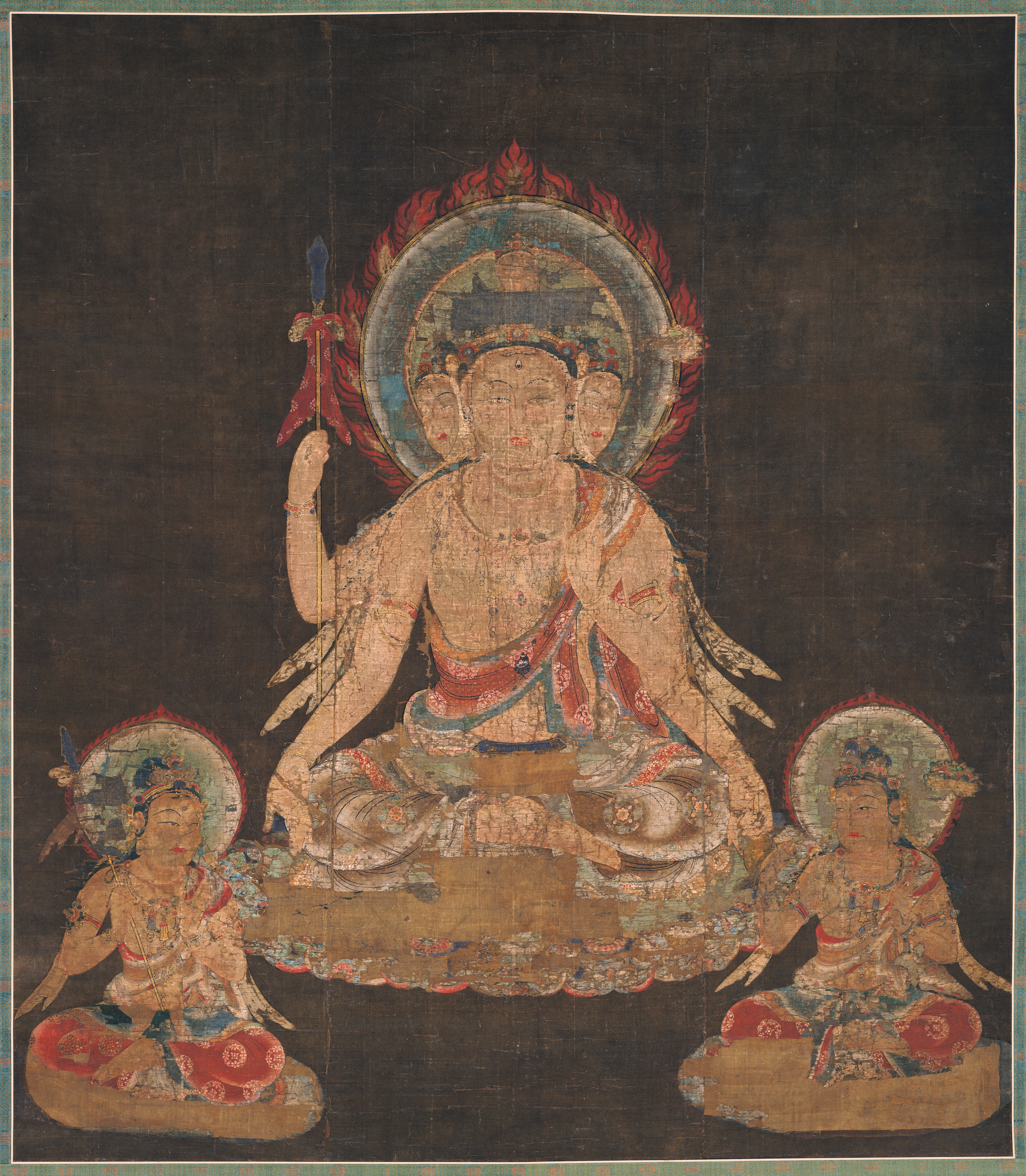
京都国立博物館本十二天像（平安時代後期、国宝、東寺旧蔵）